# Береговых, Валерий Васильевич
Вале́рий Васи́льевич Береговы́х (род. 27 февраля 1942 года, г. Текели, Талды-Курганская область, КазССР, СССР) — советский и российский учёный в области фармацевтической технологии и промышленной фармации, член-корреспондент РАМН (1999), академик РАН (2016).

## Биография
Родился 27 февраля 1942 года в г. Текели Талды-Курганской области КазССР.
В 1968 году — окончил Московский государственный университет тонких химических технологий имени М. В. Ломоносова (МИТХТ), где в дальнейшем работал преподавателем.
С 1977 по 1987 годы — зам. генерального директора НПО «Витамины».
С 1987 по 1989 годы — директор ВНИИ биосинтеза белковых веществ.
С 1989 по 1991 годы — начальник управления науки Минмедбиопром СССР, с 1991 по 2002 годы — работа в аппарате Президента Российской Федерации и в аппарате Правительства Российской Федерации.
С 2002 по 2011 годы — заведующий кафедрой Первого медицинского университета имени И. М. Сеченова, в настоящее время — профессор кафедры промышленной фармацииСотрудники кафедры. sechenov.ru. Дата обращения: 27 апреля 2019..
С 2011 года — помощник президента РАМН, с 2013 года по настоящее время — начальник отдела — заместитель академика-секретаря Отделения медицинских наук РАН.
В 1999 году — избран членом-корреспондентом РАМН.
В 2014 году — стал членом-корреспондентом РАН (в рамках присоединения РАМН и РАСХН к РАН).
В 2016 году — избран академиком РАН (Отделение медицинских наук РАН).

## Научная деятельность
Специалист в области фармацевтической технологии и промышленной фармации.
Под его руководством создано новое научное направление по технологии и обеспечению качества лекарственных средств: с этапа дизайна до промышленного производства лекарственного средства. На основании его работ в СССР созданы производства псевдоионона и бета-ионона для получения витаминов А и Е, разработана технология каталитических процессов и выделения целевых продуктов в производстве витаминов С, В2, В3, В6, триметилгидрохинона, бетафениламина, бензилцианида. Методы молекулярной биологии позволили разработать технологии получения направленным биосинтезом с последующим выделением высокой чистоты убихинона Q10, алкогольоксидазы, супероксиддисмутазы, цитохрома С.
Разработал комплекс методологического обеспечения по созданию современных инновационных фармацевтических предприятий с обеспечением высокого уровня организации производства и качества выпускаемой продукции. Методологические подходы практически реализованы при создании технологии получения лекарственных препаратов на многих фармацевтических предприятиях Российской Федерации; разработаны системы качества для лицензирования отечественных предприятий-производителей лекарственных средств.
Под его руководством защищено 6 докторские и 12 кандидатских диссертации.
Автор более 350 научных работ, в том числе издано 6 учебных пособий и 17 монографий, получено около 30 авторских свидетельств и патентов.
Член редакционных коллегий журналов «Химико-фармацевтический журнал», «Биотехнология», «Фармация».

## Награды
- Орден Почёта (5 июня 2021) — за большой вклад в развитии науки и многолетнюю добросовестную работу[2].
- Премия Правительства Российской Федерации в области образования (в составе группы, за 2007 год) — за создание научно-практической разработки «Российский инновационный учебно-научный комплекс для подготовки кадров в области биотехнологии» для образовательных учреждений высшего профессионального образования[3]
- Орден Дружбы (2012)[4]
- Заслуженный работник здравоохранения Российской Федерации (2001)[5]
- Почётная грамота Правительства Российской Федерации (2002)[6]